# 브리앙송살구
브리앙송살구(Briançon--, 학명: Prunus brigantina 프루누스 브리간티나[*])는 장미과의 과일 나무이다. 살구와 비슷한 열매가 열린다. 원산지는 프랑스이다.

## 사진

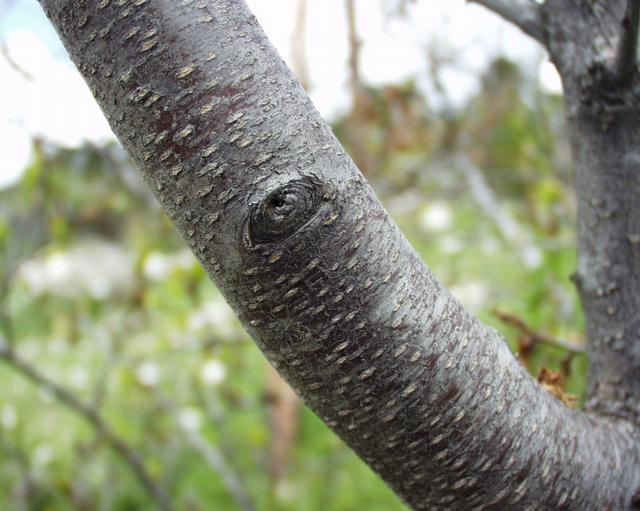
나무줄기와 가지
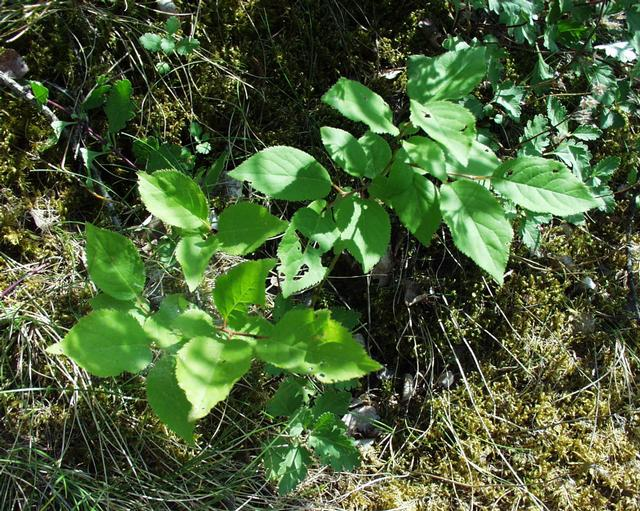
잎
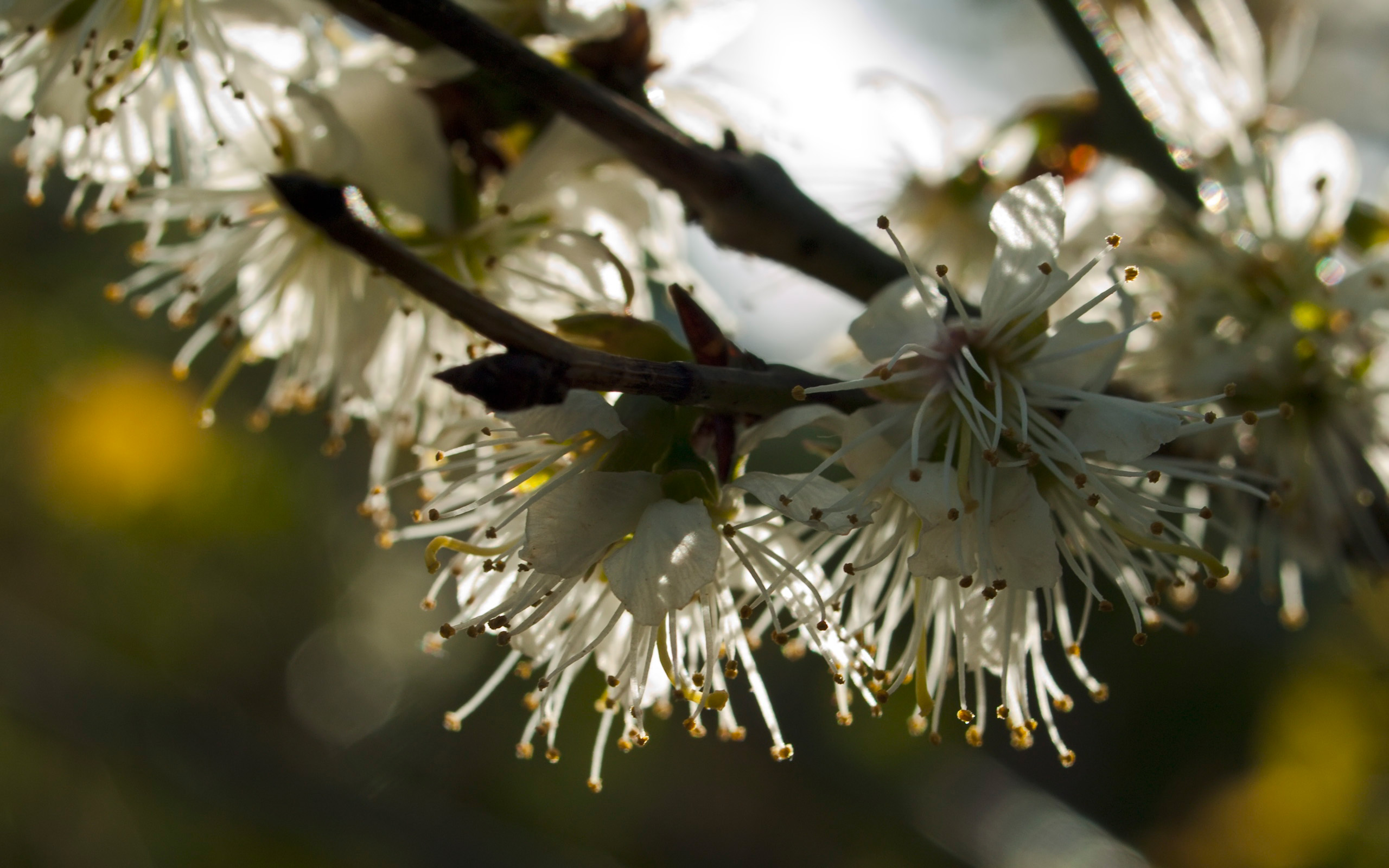
꽃
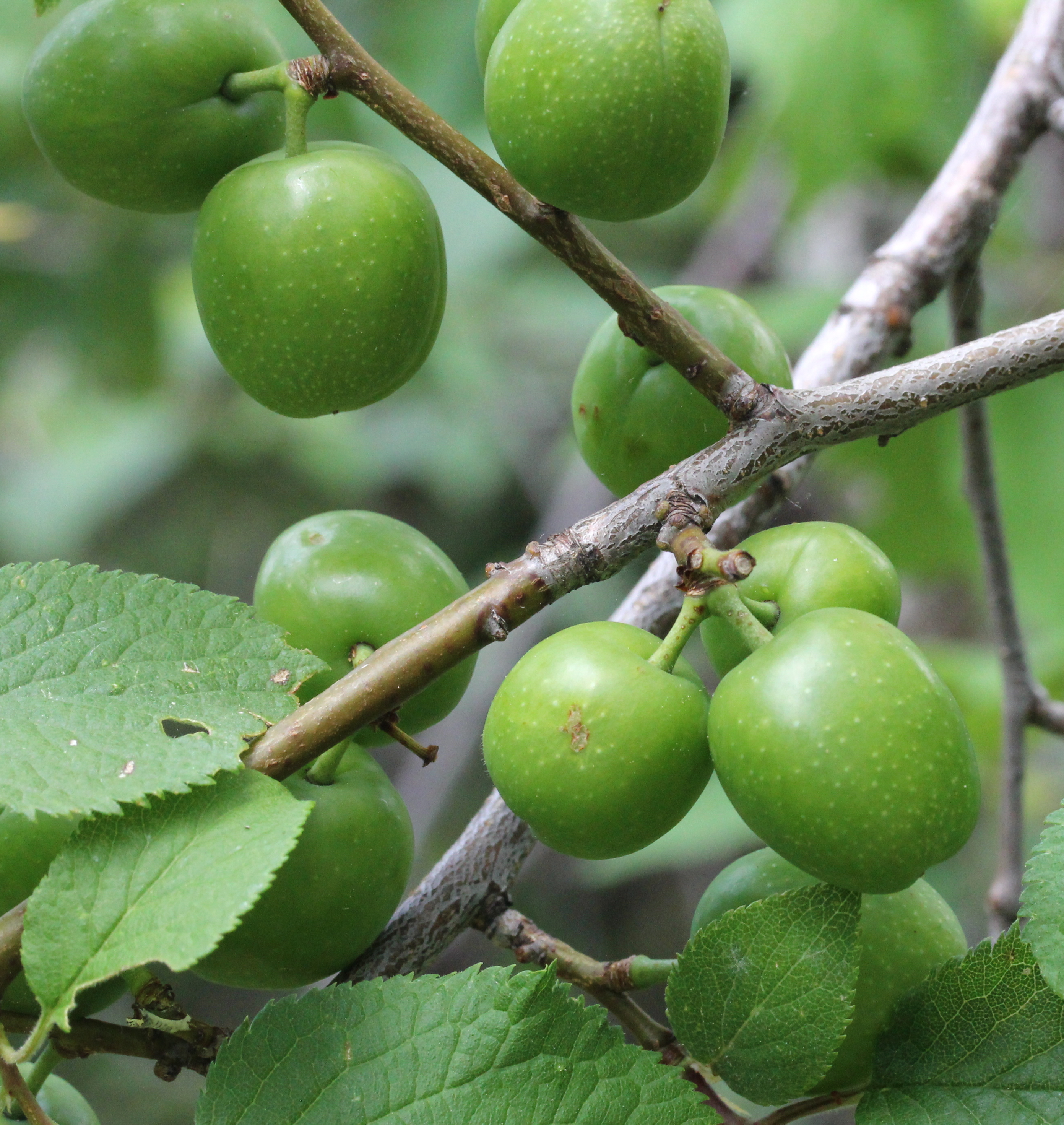
열매
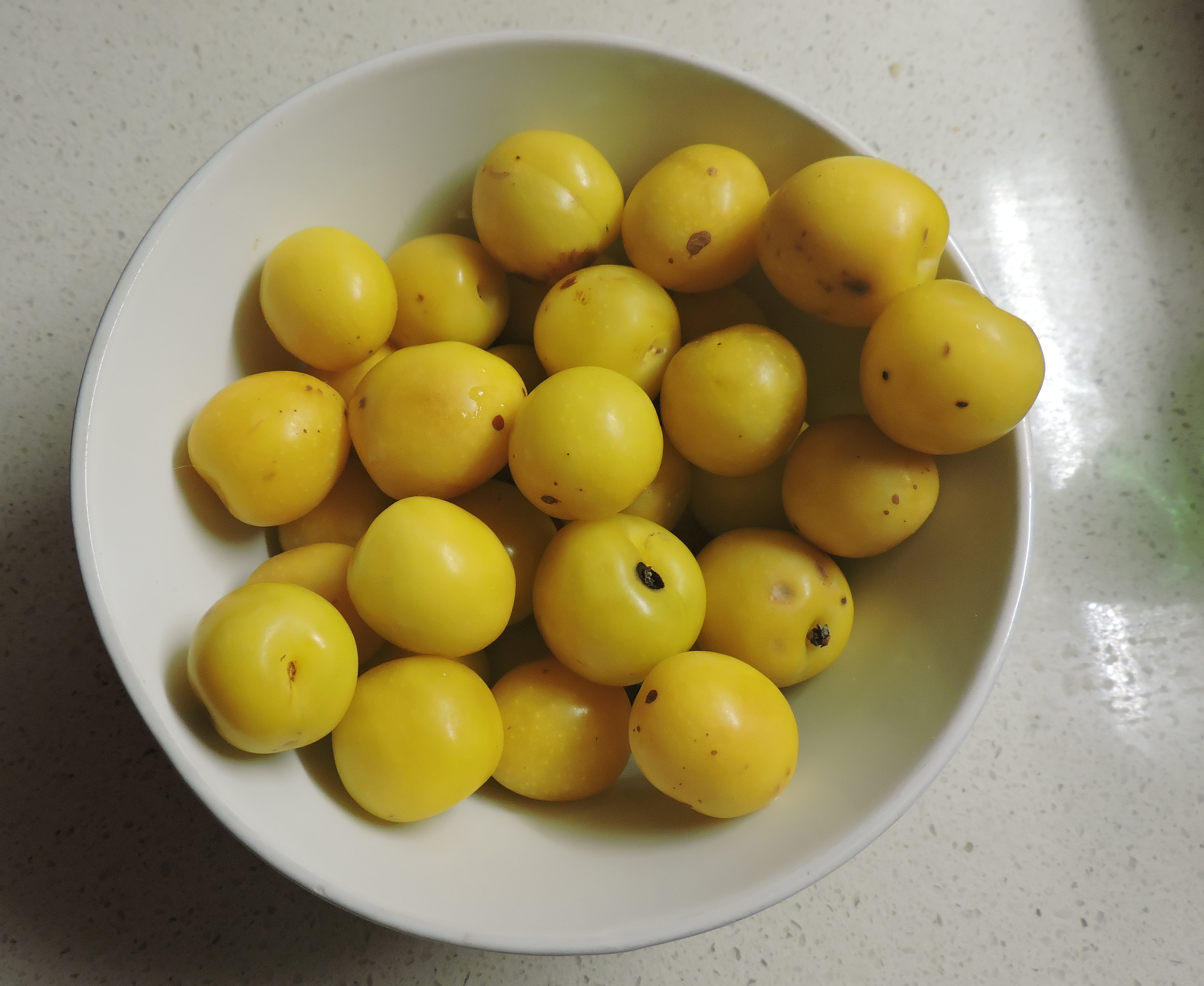
브리앙송살구